# Öjersjö
Öjersjö est une localité de Suède située dans la commune de Partille du comté de Västra Götaland. Elle couvre une superficie de 1,93 km2. En 2010, elle compte 3 543 habitants.